# Armée de terre bolivienne

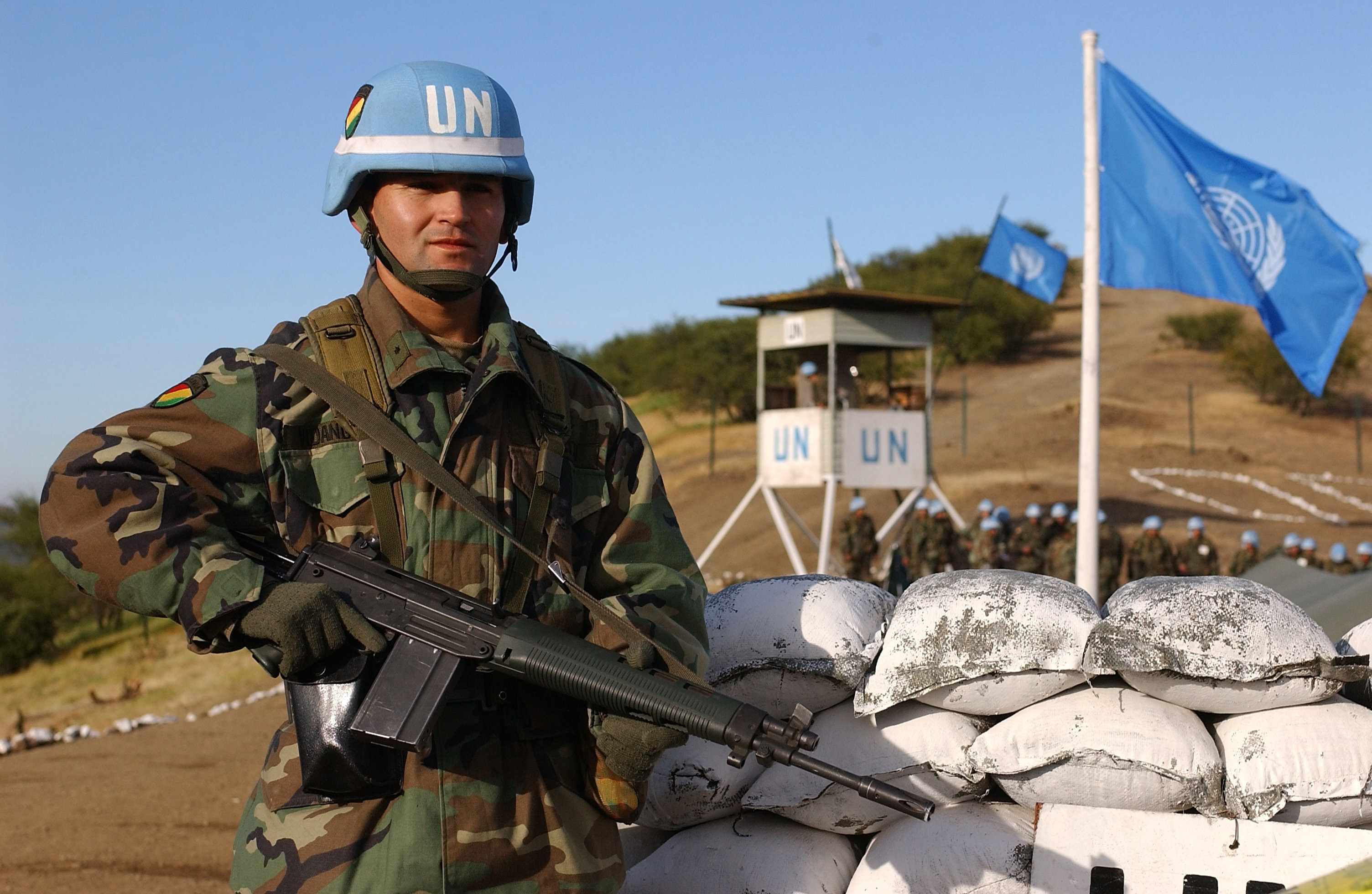
Un soldat bolivien des Casques bleus à un checkpoint lors d'un entraînement en octobre 2002.

 (juillet 2024).
La mise en forme du texte ne suit pas les recommandations de Wikipédia : il faut le « wikifier ».
Les points d'amélioration suivants sont les cas les plus fréquents. Le détail des points à revoir est peut-être précisé sur la page de discussion.
- Les titres sont pré-formatés par le logiciel. Ils ne sont ni en capitales, ni en gras.
- Le texte ne doit pas être écrit en capitales (les noms de famille non plus), ni en gras, ni en italique, ni en « petit »…
- Le gras n'est utilisé que pour surligner le titre de l'article dans l'introduction, une seule fois.
- L'italique est rarement utilisé : mots en langue étrangère, titres d'œuvres, noms de bateaux, etc.
- Les citations ne sont pas en italique mais en corps de texte normal. Elles sont entourées par des guillemets français : « et ».
- Les listes à puces sont à éviter, des paragraphes rédigés étant largement préférés. Les tableaux sont à réserver à la présentation de données structurées (résultats, etc.).
- Les appels de note de bas de page (petits chiffres en exposant, introduits par l'outil «  Source ») sont à placer entre la fin de phrase et le point final[comme ça].
- Les liens internes (vers d'autres articles de Wikipédia) sont à choisir avec parcimonie. Créez des liens vers des articles approfondissant le sujet. Les termes génériques sans rapport avec le sujet sont à éviter, ainsi que les répétitions de liens vers un même terme.
- Les liens externes sont à placer uniquement dans une section « Liens externes », à la fin de l'article. Ces liens sont à choisir avec parcimonie suivant les règles définies. Si un lien sert de source à l'article, son insertion dans le texte est à faire par les notes de bas de page.
- La présentation des références doit suivre les conventions bibliographiques. Il est recommandé d'utiliser les modèles {{Ouvrage}}, {{Chapitre}}, {{Article}}, {{Lien web}} et/ou {{Bibliographie}}. Le mode d'édition visuel peut mettre en forme automatiquement les références.
- Insérer une infobox (cadre d'informations à droite) n'est pas obligatoire pour parachever la mise en page.

Pour une aide détaillée, merci de consulter Aide:Wikification.
Si vous pensez que ces points ont été résolus, vous pouvez retirer ce bandeau et améliorer la mise en forme d'un autre article.
L'armée de terre bolivienne ou armée bolivienne (en espagnol : Ejército Boliviano) est la branche terrestre des Forces armées boliviennes.
On estime que l’armée compte entre 26 000 et 60 000, membres.
Le 26 juin 2024, le commandant général de l'armée Juan José Zúñiga est démis de ses fonctions et remplacé par José Wilson Sánchez après la tentative de coup d'État de 2024 contre le président Luis Arce.

## Organisation

### Unités de combat directement sous le commandement général de l'armée
- Le 1er Régiment d'infanterie Colorados (Garde Présidentielle), contient deux bataillons : BI-201 et BI-202.
- BATCOM-251,
- Centre d'entretien général. Non. 1
- Batte de transport. Non. 1.
- 1er Régiment de sécurité des parcs nationaux

#### Commandement des forces spéciales
Le commandement des Forces Spéciales contrôle les unités suivantes :
- 1er Régiment de Rangers. Busch, Challapata
- 12e Régiment de Rangers. «MANCHEGO», Montero
- 16e Régiment d'infanterie. «JORDAN», Riberalta (Forces Spéciales)
- 18ème Régiment d'Infanterie Parachutiste «VICTORIA» - Centre d'Entraînement des Troupes Spéciales, Cochabamba
- 24e Régiment de Rangers (Montagne) «MÉNDEZ ARCOS», Challapata

#### Commandement aérien
- 291e groupe de cavalerie (La Paz)
  - Compagnie d'aviation militaire 291 (La Paz)
  - compagnie d'aviation militaire 292 (Santa Cruz)

### Régional
L'armée bolivienne compte six régions militaires (régions militares—RM) couvrant les différents départements de la Bolivie :
- RM 1, La Paz et la plupart du département de La Paz : 1ère Division d'Armée, 1ère Division Mécanisée, 297th MPB CLSaavedra (bataillon de Police Militaire), 296th En Btn CNL RCZabalegui (batt. écologique), BE-297 (batt. écolog.), BATLOG-1 (Btn. Logistique), 291e Groupe Aérien, 1er Hôpital Militaire, École de Police Militaire, Centre Équestre de l'Armée, Collège Militaire de Bolivie "COL Gustavo Villaroel Lopez", École de Renseignement de l'Armée, École d'Ingénieurs de l'Armée MCAL Antonio Jose de Sucre, École des transmissions et des communications de l'armée, École des blindés de l'armée, 1er régiment du génie de l'armée CPN Felipe Ochoa "Centre d'ingénierie et de maintenance de l'armée", École militaire de musique de l'armée bolivienne "LTCOL Antonio Patino"
- RM 2, Potosí, couvrant les départements d'Oruro et de Potosí : 2e et 10e ADs, 1er RR, 24e RR M.Arcos (ranger regt.), ADA-202 (aa group), Army Mountain School
- RM 3, Tarija, composé du département de Tarija et de l'est de Chuquisaca et du sud de Santa Cruz ;
- RM 4, Sucre, couvrant les départements de Cochabamba et du nord de Chuquisaca : 7e Division d'Armée, 272e MP Btn. , BATLOG-2 (long.Batt), hôpital militaire no2, Arsenaux de l'Armée Cochabamba, Collège de commandement et d'état-major de l'Armée MSHL Antonio de Santa Cruz, École des sous-officiers de l'Armée «SGT M. Paredez», École d'artillerie de l'Armée, 18e PIR «Victoria» (Centre de formation des troupes spéciales de l'armée), Institut d'études avancées des sous-officiers et adjudants de l'armée, École des applications des armes de l'armée, Lycée militaire 1LT Edmundo Andrade
- RM 5, Cobija, englobant le département de Pando et des parties des départements de La Paz et Beni : 6e AD, 16e IR Jordanie (forces spéciales), Army Jungle Operations School
- RM 6, Santa Cruz, couvrant la majeure partie du département de Santa Cruz : R.Amezaga (Police Militaire), BE-298 (batt. écologique), 12e RR Manchego (ranger), BATLOG-3 (logist. batt.), 292e compagnie d'aviation de l'armée, école bolivienne Condores (forces spéciales), 6e IR

### Divisions
L'armée est organisée en dix divisions territoriales, intitulées Divisions armées (DA), plus une division mécanisée, dont chacune, à l'exception de Viacha, occupe une région correspondant généralement aux départements administratifs, avec certains chevauchements. Ceux-ci ainsi que leurs quartiers généraux divisionnaires et unités constituantes respectifs sont :
- 1ère Division Mécanisée Viacha (Département de La Paz) : 1er Régiment d'Artillerie de Campagne "Camacho", 6è Régiment d'Artillerie de Défense Aérienne, 23ème régiment d'Entraînement d'Infanterie Mécanisée, 4ème régiment «Tarapaca» (Mech.), 1ère Blindée, 8e (Mech) «Ayacucho», 2e Régiment d'artillerie. , 6e Régt ADA.
- 1ère AD, Viacha (Département de La Paz) : 36ème IR, 35ème IR, 30ème IR Murillo (montagne), 2ème CEB GFRoman.
- 2e AD (Montagne), Oruro : 21e IR Illimani (Montagne), RI 22 Mejillones, 25e RI (Entraînement de montagne) Tocopilla, RC 8 Braun, Bat. Ing. 7 Sajama.
- 3e AD, Villamontes (Département de Tarija) : 5e IR Campero, RI 20 Padilla, RC 3 Aroma, RA 3 Pisagua, 1er CEB Chorolque.
- 4e AD, Camiri (Département de Santa Cruz) :, 6e Régiment d'infanterie Campos, RI 11 Boqueron, 1er Régiment de cavalerie. "E. Avaroa", FAR 4 Bullian
- 5e AD, Roboré (Département de Santa Cruz) : RI 13 Montes, RI 14 Florida, RI 15 Junin, RC 6 Castrillo, RA 5 Vergara
- 6e AD, Trinidad : RI 17 Indepedencia, RI 29 Echevarria, RI 31 Rios, RI 32 Murguia, 2e régiment de cavalerie. Ballivan, 8e AR Mendez (réserve), Bat. Ing. 6Riosinho.
- 7e Division d'Armée, Cochabamba (la plus grande) :, 18e Régiment d'infanterie parachutiste «Victoria» (Centre d'entraînement des troupes spéciales de l'armée), 26e IR R.Barrientos (mech.), 29e PIR «CPT V.Ustariz» (aéroporté), 7e FA Regt . Tumusia, chauve-souris. Ing.5 TNOvando, 3e Mil. Régiment de police.
- 8e AD, Santa Cruz : RI 7 Marzana, RI 10 Warnes (méch.), RC 10 GMJM Mercado, RA 9 Mitre (réserve), Bat. Ing. 3 Pando.
- 9e AD (Réserve), Rurrenabaque : la Division a été réduite au statut de réserve et ses unités composantes ont été réparties entre DE-1 et DE-6
- 10e AD, Tupiz : 2e Régiment d'infanterie «Maréchal Antonio José de Sucre», 3e IR «Juan José Perez», RI 4 Loa, RI 27 Antofagasta, 7e ACR Chichas (Cavalerie blindée), RA 12 Ayohuma (réserve)

Abréviations régimentaires
RIE/IR/PIR : régiment d'infanterie
RC/ACR : régiment de cavalerie
RA : régiment d'artillerie

SK-105 Kürassier Char léger de 19 tonnes avec 105 canon mm dans une tourelle oscillante.

Génie. Ing./CEB : bataillon du génie
Les 11 divisions contrôlent les unités suivantes :

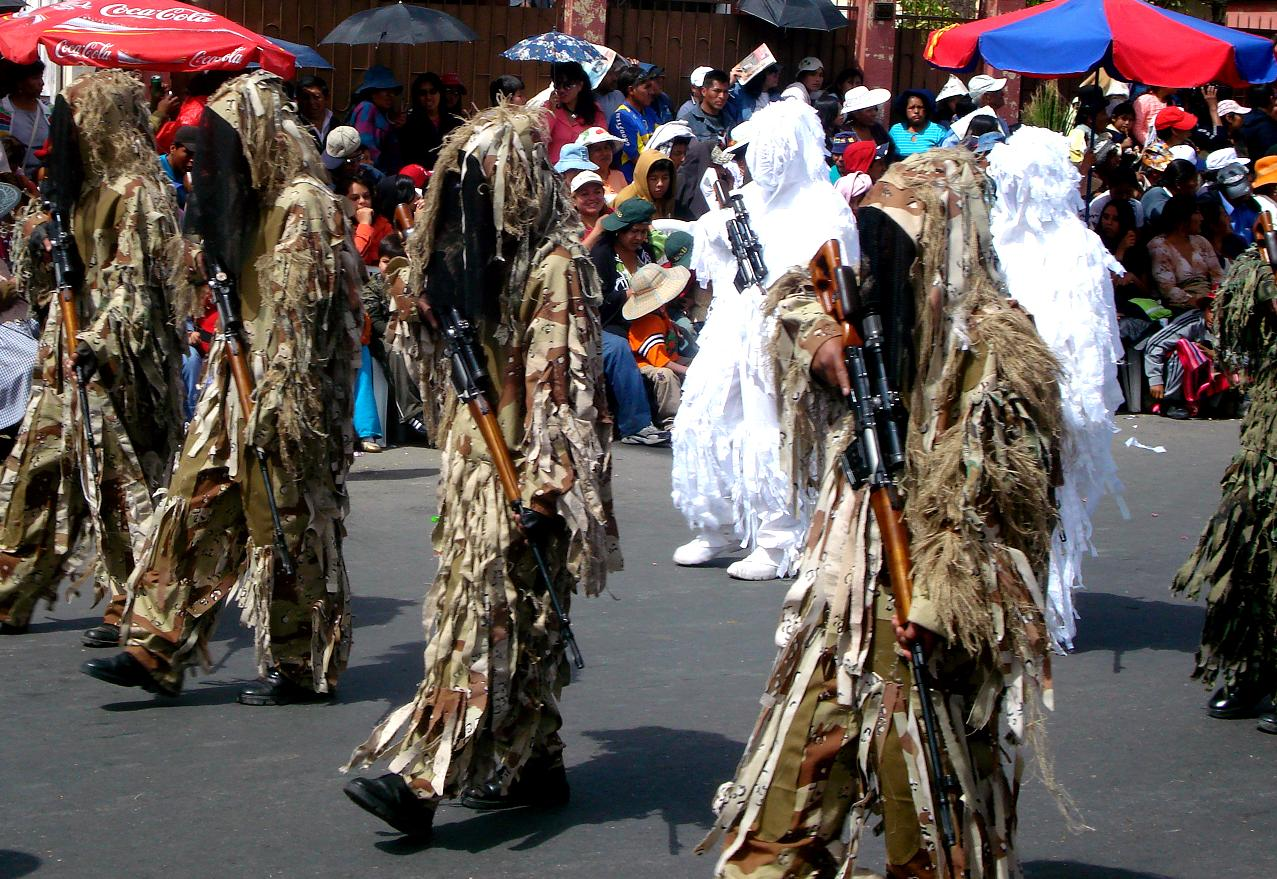
Tireurs d’élite portant des fusils Dragunov SVD.

- huit régiments de cavalerie, dont deux régiments mécanisés
- vingt-trois régiments d'infanterie, dont deux aéroportés et deux de montagne
- une reconnaissance. régiments mécanisés et un régiment blindé
- deux régiments de rangers et un régiment de forces spéciales
- six régiments d'artillerie et plus trois en réserve
- un groupe d'artillerie et anti-aérien
- un régiment d'artillerie et anti-aérien
- trois bataillons de police militaire
- trois bataillons écologiques
- deux compagnies aériennes de l'armée
- six bataillons du génie
- Plus des commandes de soutien logistique et pédagogique
- Régiment d'infanterie de la Garde présidentielle ( Régiment bolivien des Colorados ) sous le contrôle direct du quartier général de l'armée dans le district de Miraflores à La Paz

L'armée dispose d'une petite flotte d'avions utilitaires, principalement pour soutenir le quartier général.

## Équipement

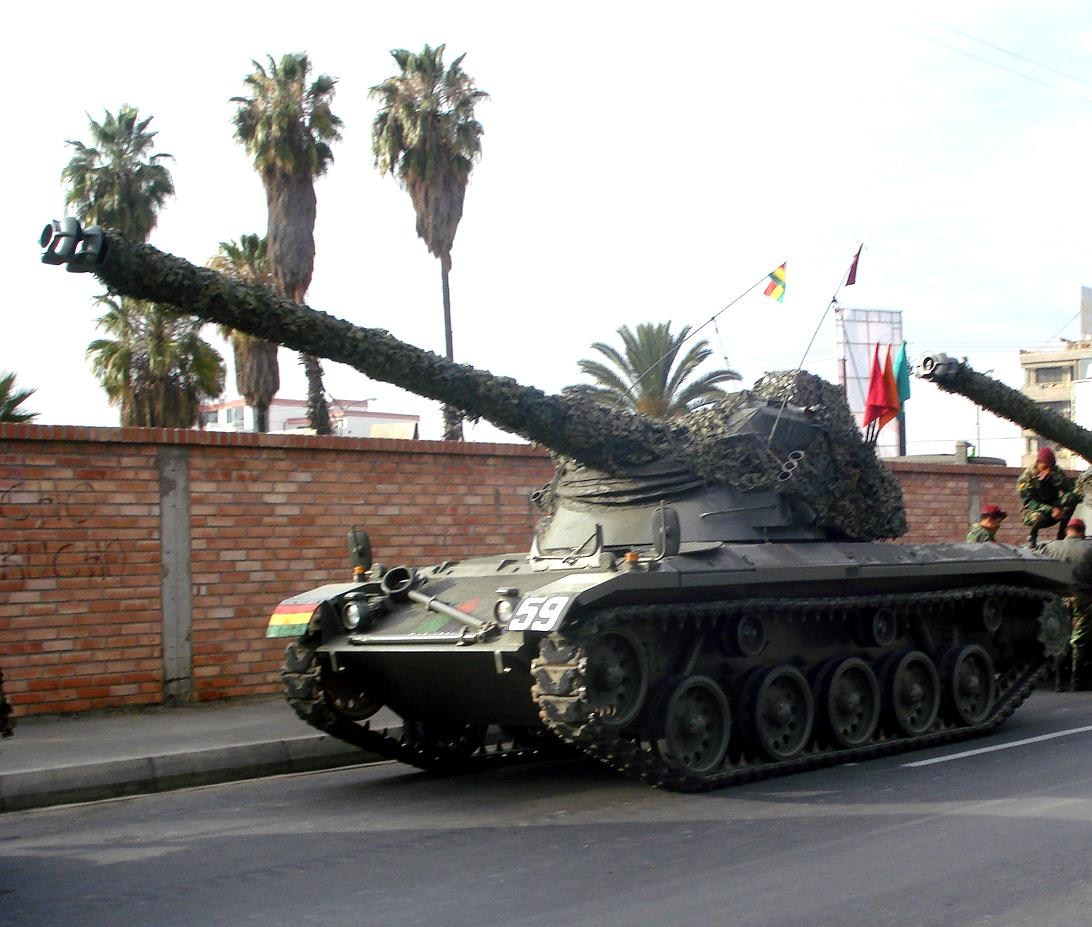
Char léger bolivien SK-105 Kürassier.

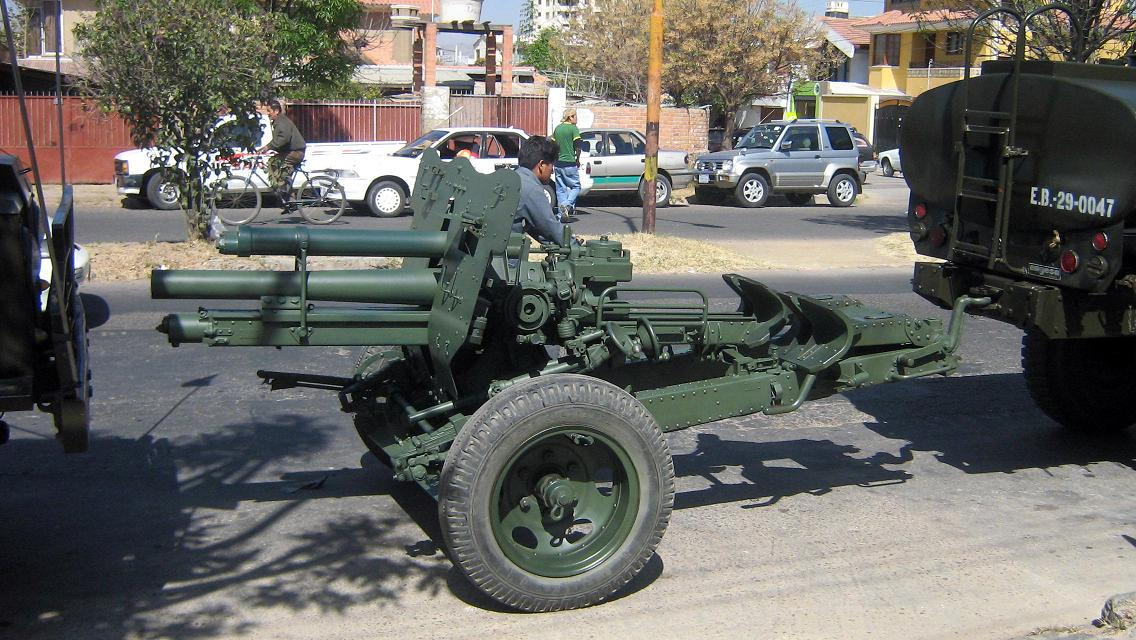
7,5 cm FK 18 lors d'un défilé à Cochabamba.

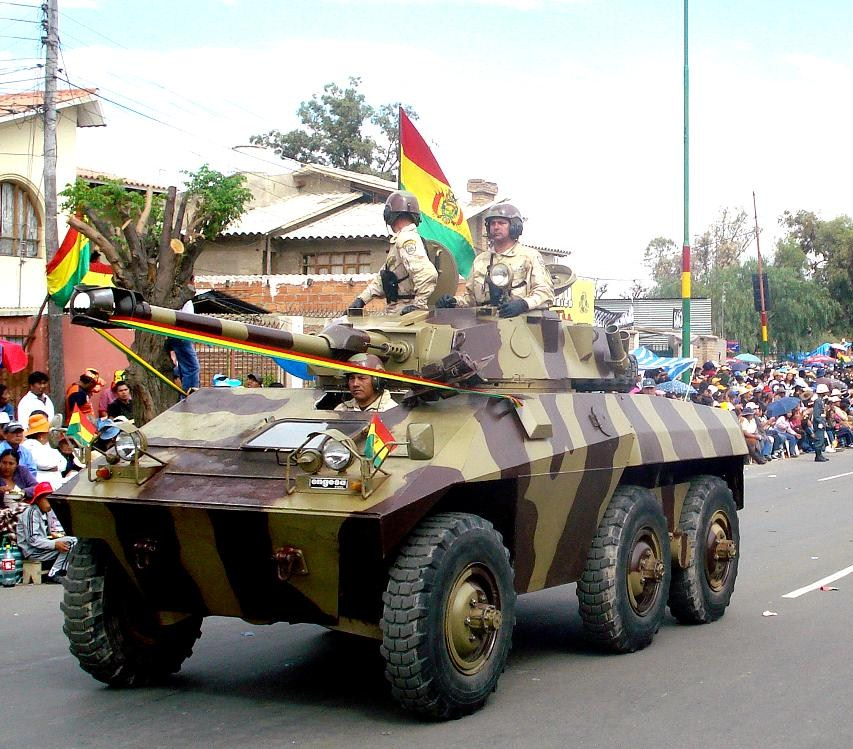
AFV bolivien EE-9 Cascavel.

### Véhicules
| Bolivian army equipment     | Bolivian army equipment |
| --------------------------- | --- |
| Tanks                       | 54 SK-105 Kürassier+ 2 4K4FA-SB20 Greif-Recov+ 2~4 M578 Cherry Picker-Reco. |
| Reconnaissance vehicles     | 24 EE-9 Cascavel, 50 HMMWV |
| Armoured personnel carriers | 50 M113 armored personnel carriers with local upgrades, 24 EE-11 Urutu APC, 24 M3 Half-track 15 Cadillac Gage Commando V-150, 24 MOWAG Roland (locally upgraded; used by the military police) |
| Artillery                   | - 6 M101 105 mm howitzers - 36 75 mm Pack Howitzer M1 - 6 Bofors L/40 M1935 75 mm howitzers Mortars: - M120 120 mm - M30 107 mm mortars - 250 M29 81 mm mortars - FM 81 mm - W87 81mm - M-60 60 mm - Type 63-1 60mm - M224 60 mm mortars Anti-Air: 16 2x37mm Type 65, 80 2x20mm Oerlikon K20, 50 HN-5 MANPAD Surface-to-air missile Anti-Tank: RPG-7, Type 69-1, 2,000 66 mm M72A3 LAW, RL-83 Blindicide 90 mm M-20 Super-Bazooka, 90 mm M67 recoilless, 82 mm Type 65/78 recoilless, 105 mm M40A1 recoilless, 40 HJ-8B Red Arrow ATGM |
| Transport                   | Transport vehicles: DongFeng EQ 2081/2100, FEW C A4140K2E4R7A, Stayer 1491, 16 Ford F-750, ZIL-131, Unimog 416 Dodge M-37 2½ ton trucks, Engesa EE-15 trucks, 597 Engesa EE-25 trucks, FIAT IVECO 619 5 ton trucks Tactical transport vehicles: 30 M988 HMMWV, 40 Kojak (local production) Utility transport vehicles: M151, CJ-5, CJ-7, Jeep Wrangler, BJ 2020VJ, horses (still used by the Bolivian cavalry units) |
| Small arms                  | Handguns: Browning Hi Power, Glock 17, Beretta 92F, S&M mod.10 all 9mm, M1911A1 (.45ACP) Sub-Machine Guns: FMK-3, UZI, MAT 49 Assault Rifles: 5,56mm; Galil AR, M16A1, Steyr AUG A1, SA-80. 7,62mm; FN FAL, SIG 542, SIG 510-4, Type 56-2 (AK-47), Sniper Rifles: Dragunov SVD, Mauser mod . 86SR, Steyr SSG 69P1 Anti-materiel Rifles: Steyr HS .50 Machine Guns: M60, FN MAG 60–20, SIG MG 710-3, Type 56 LMG Grenade Launchers: Type 87 35mm, MM-1, M79, M203 Shotguns: Remington 870 and Remington 11-87.                          |

### Aviation
| Nom                    | Taper                      | Versions                    | En service | Remarques                                  |
| ---------------------- | -------------------------- | --------------------------- | ---------- | ------------------------------------------ |
| Fokker F27             | transport                  |                             | 1          |                                            |
| Beechcraft King Air    | Transport du personnel     | Modèle 90 <br /> Modèle 200 | 1 <br /> 1 |                                            |
| Cessna 206 Stationair  | Utilitaire                 |                             | 4          |                                            |
| Cessna 421 Aigle royal | Transport du personnel     | Cessna 421B                 | 1          |                                            |
| CASA C-212 Aviocar     | Transport                  |                             | 1          | Centre d'instruction des troupes spéciales |
| Harbin Z-9             | Utilitaire                 |                             | 6          |                                            |
| Robinson R44           | hélicoptère d'entraînement |                             | 1          |                                            |

## Uniformes
Les officiers de l'armée, les sous-officiers et le personnel portent généralement des uniformes de service gris.
Dans les régions tropicales, ils portent des uniformes de service gris-vert. Les uniformes «de fatigue» de l'armée sont vert olive et les uniformes de combat se composent d'un camouflage à motif forestier américain et d'un camouflage à motif désertique. Le couvre-chef standard du personnel enrôlé est un béret portant les couleurs nationales rouge, jaune et vert. Les troupes blindées et les parachutistes se distinguent par des bérets noirs. Les forces spéciales portent des uniformes de camouflage distinctifs avec des bérets verts.

## Tentative de coup d'État de 2024
Le 26 juin 2024, le général de l'armée bolivienne, le général Juan José Zúñiga, a mené une tentative de coup d'État contre le président démocratiquement élu, Luis Arce, élu lors des élections générales boliviennes de 2020 avec 55,1 % des voix.
L'armée a pris d'assaut le palais présidentiel de la capitale La Paz. Par la suite, les généraux des trois branches de l'armée ont été limogés et Juan José Zúñiga, le leader de la tentative de coup d'État, fut arrêté le même jour. Il a été remplacé comme général de l'armée par José Wilson Sánchez.